# Canton d'Orthez et Terres des Gaves et du Sel
Le canton d'Orthez et Terres des Gaves et du Sel est une circonscription électorale française du département des Pyrénées-Atlantiques.

## Histoire
Un nouveau découpage territorial des Pyrénées-Atlantiques entre en vigueur à l'occasion des élections départementales de 2015. Il est défini par le décret du 25 février 2014, en application des lois du 17 mai 2013 (loi organique 2013-402 et loi 2013-403). Les conseillers départementaux sont, à compter de ces élections, élus au scrutin majoritaire binominal mixte. Les électeurs de chaque canton élisent au Conseil départemental, nouvelle appellation du Conseil général, deux membres de sexe différent, qui se présentent en binôme de candidats. Les conseillers départementaux sont élus pour 6 ans au scrutin binominal majoritaire à deux tours, l'accès au second tour nécessitant 12,5 % des inscrits au 1er tour. En outre la totalité des conseillers départementaux est renouvelée. Ce nouveau mode de scrutin nécessite un redécoupage des cantons dont le nombre est divisé par deux avec arrondi à l'unité impaire supérieure si ce nombre n'est pas entier impair, assorti de conditions de seuils minimaux. Dans les Pyrénées-Atlantiques, le nombre de cantons passe ainsi de 52 à 27.
Le canton d'Orthez et Terres des Gaves et du Sel est formé de communes des anciens cantons de Sauveterre-de-Béarn (20 communes), de Salies-de-Béarn (12 communes) et d'Orthez (8 communes). Avec ce redécoupage administratif, le territoire du canton s'affranchit des limites d'arrondissements, avec 31 communes incluses dans l'arrondissement d'Oloron-Sainte-Marie et 9 dans celui de Pau. Le bureau centralisateur est situé à Orthez.

## Représentation
| Période élective | Période élective | Mandat | Mandat           | Identité           | Nuance | Nuance | Qualité |
| ---------------- | ---------------- | ------ | ---------------- | ------------------ | ------ | ------ | --- |
| 2015             | 2021             | 2015   | 2021             | Jacques Pédehontaà |        | DVD    | Cadre - Maire de Laàs Ancien conseiller général du Canton de Navarrenx (1992-2015) Conseiller départemental délégué à la Culture, au Patrimoine et aux Langues béarnaise, gasconne et occitane |
| 2015             | 2021             | 2015   | 2017 (démission) | Denise Saint-Pé    |        | MoDem  | Conseillère régionale, ancienne conseillère générale du Canton de Sauveterre-de-Béarn (1994-2015) Ancienne maire d'Abitain Sénatrice depuis 2017                                               |
| 2015             | 2021             | 2017   | 2021             | Isabelle Antier    |        | MoDem  | Adjointe au maire de Salies-de-Béarn |
| 2021             | 2028             | 2021   | en cours         | Isabelle Antier    |        | MoDem  | Conseillère sortante |
| 2021             | 2028             | 2021   | en cours         | Jacques Pédehontaà |        | DVD    | Conseiller sortant, Vice-Président du conseil départemental |

### Résultats détaillés

#### Élections de mars 2015
À l'issue du 1er tour des élections départementales de 2015, deux binômes sont en ballottage : Jacques Pedehontaa et Denise Saint-Pe (DVD, 31,9 %) et Stéphanie Moutet et Claude Serres-Cousiné (DVG, 21,09 %). Le taux de participation est de 56,88 % (11 937 votants sur 20 988 inscrits) contre 52,8 % au niveau départemental et 50,17 % au niveau national.
Au second tour, Jacques Pedehontaa et Denise Saint-Pe (DVD) sont élus avec 53,28 % des suffrages exprimés et un taux de participation de 56,41 % (5 703 voix pour 11 837 votants et 20 985 inscrits).

#### Élections de juin 2021
Le premier tour des élections départementales de 2021 est marqué par un très faible taux de participation (33,26 % au niveau national). Dans le canton d'Orthez et Terres des Gaves et du Sel, ce taux de participation est de 40,34 % (8 400 votants sur 20 824 inscrits) contre 38,82 % au niveau départemental. À l'issue de ce premier tour, deux binômes sont en ballottage : Isabelle Antier et Jacques Pedehontaa (DVD, 40,33 %) et Emmanuel Hanon et Marie-Ange Minvielle (DVG, 35,03 %).
Le second tour des élections est marqué une nouvelle fois par une abstention massive équivalente au premier tour. Les taux de participation sont de 34,36 % au niveau national, 40,13 % dans le département et 42,56 % dans le canton d'Orthez et Terres des Gaves et du Sel. Isabelle Antier et Jacques Pedehontaa (DVD) sont élus avec 51,72 % des suffrages exprimés (4 261 voix pour 8 862 votants et 20 822 inscrits),,.

## Composition
Le canton d'Orthez et Terres des Gaves et du Sel comprend quarante communes entières.
| Nom                                           | Code Insee | Intercommunalité      | Superficie (km2) | Population (dernière pop. légale) | Densité (hab./km2) | Modifier                                    |
| --------------------------------------------- | ---------- | --------------------- | ---------------- | --------------------------------- | ------------------ | ------------------------------------------- |
| Orthez (bureau centralisateur)                | 64430      | CC de Lacq-Orthez     | 45,86            | 10 836 (2022)                     | 236                | modifier les données · modifier les données |
| Abitain                                       | 64004      | CC du Béarn des Gaves | 6,59             | 115 (2022)                        | 17                 | modifier les données · modifier les données |
| Andrein                                       | 64022      | CC du Béarn des Gaves | 7,80             | 138 (2022)                        | 18                 | modifier les données · modifier les données |
| Athos-Aspis                                   | 64071      | CC du Béarn des Gaves | 5,90             | 211 (2022)                        | 36                 | modifier les données · modifier les données |
| Auterrive                                     | 64082      | CC du Béarn des Gaves | 3,08             | 143 (2022)                        | 46                 | modifier les données · modifier les données |
| Autevielle-Saint-Martin-Bideren               | 64083      | CC du Béarn des Gaves | 5,87             | 213 (2022)                        | 36                 | modifier les données · modifier les données |
| Baigts-de-Béarn                               | 64087      | CC de Lacq-Orthez     | 13,53            | 867 (2022)                        | 64                 | modifier les données · modifier les données |
| Barraute-Camu                                 | 64096      | CC du Béarn des Gaves | 3,94             | 187 (2022)                        | 47                 | modifier les données · modifier les données |
| Bellocq                                       | 64108      | CC de Lacq-Orthez     | 12,65            | 911 (2022)                        | 72                 | modifier les données · modifier les données |
| Bérenx                                        | 64112      | CC du Béarn des Gaves | 13,59            | 423 (2022)                        | 31                 | modifier les données · modifier les données |
| Burgaronne                                    | 64151      | CC du Béarn des Gaves | 5,27             | 98 (2022)                         | 19                 | modifier les données · modifier les données |
| Carresse-Cassaber                             | 64168      | CC du Béarn des Gaves | 13,91            | 662 (2022)                        | 48                 | modifier les données · modifier les données |
| Castagnède                                    | 64170      | CC du Béarn des Gaves | 8,33             | 200 (2022)                        | 24                 | modifier les données · modifier les données |
| Castetbon                                     | 64176      | CC du Béarn des Gaves | 14,20            | 152 (2022)                        | 11                 | modifier les données · modifier les données |
| Escos                                         | 64205      | CC du Béarn des Gaves | 5,61             | 237 (2022)                        | 42                 | modifier les données · modifier les données |
| Espiute                                       | 64215      | CC du Béarn des Gaves | 4,09             | 110 (2022)                        | 27                 | modifier les données · modifier les données |
| Guinarthe-Parenties                           | 64251      | CC du Béarn des Gaves | 2,48             | 225 (2022)                        | 91                 | modifier les données · modifier les données |
| L'Hôpital-d'Orion                             | 64263      | CC du Béarn des Gaves | 8,47             | 131 (2022)                        | 15                 | modifier les données · modifier les données |
| Laàs                                          | 64287      | CC du Béarn des Gaves | 6,46             | 138 (2022)                        | 21                 | modifier les données · modifier les données |
| Labastide-Villefranche                        | 64291      | CC du Béarn des Gaves | 15,27            | 332 (2022)                        | 22                 | modifier les données · modifier les données |
| Lahontan                                      | 64305      | CC du Béarn des Gaves | 14,64            | 531 (2022)                        | 36                 | modifier les données · modifier les données |
| Lanneplaà                                     | 64312      | CC de Lacq-Orthez     | 7,26             | 303 (2022)                        | 42                 | modifier les données · modifier les données |
| Léren                                         | 64334      | CC du Béarn des Gaves | 4,57             | 211 (2022)                        | 46                 | modifier les données · modifier les données |
| Montfort                                      | 64403      | CC du Béarn des Gaves | 8,64             | 189 (2022)                        | 22                 | modifier les données · modifier les données |
| Narp                                          | 64414      | CC du Béarn des Gaves | 6,33             | 122 (2022)                        | 19                 | modifier les données · modifier les données |
| Oraàs                                         | 64423      | CC du Béarn des Gaves | 10,57            | 187 (2022)                        | 18                 | modifier les données · modifier les données |
| Orion                                         | 64427      | CC du Béarn des Gaves | 9,80             | 148 (2022)                        | 15                 | modifier les données · modifier les données |
| Orriule                                       | 64428      | CC du Béarn des Gaves | 6,36             | 142 (2022)                        | 22                 | modifier les données · modifier les données |
| Ossenx                                        | 64434      | CC du Béarn des Gaves | 4,02             | 52 (2022)                         | 13                 | modifier les données · modifier les données |
| Puyoô                                         | 64461      | CC de Lacq-Orthez     | 9,32             | 1 089 (2022)                      | 117                | modifier les données · modifier les données |
| Ramous                                        | 64462      | CC de Lacq-Orthez     | 7,58             | 484 (2022)                        | 64                 | modifier les données · modifier les données |
| Saint-Boès                                    | 64471      | CC de Lacq-Orthez     | 9,49             | 370 (2022)                        | 39                 | modifier les données · modifier les données |
| Saint-Dos                                     | 64474      | CC du Béarn des Gaves | 1,84             | 159 (2022)                        | 86                 | modifier les données · modifier les données |
| Saint-Girons-en-Béarn                         | 64479      | CC de Lacq-Orthez     | 5,20             | 179 (2022)                        | 34                 | modifier les données · modifier les données |
| Saint-Gladie-Arrive-Munein                    | 64480      | CC du Béarn des Gaves | 6,53             | 198 (2022)                        | 30                 | modifier les données · modifier les données |
| Saint-Pé-de-Léren                             | 64494      | CC du Béarn des Gaves | 5,31             | 268 (2022)                        | 50                 | modifier les données · modifier les données |
| Salies-de-Béarn                               | 64499      | CC du Béarn des Gaves | 52,08            | 4 642 (2022)                      | 89                 | modifier les données · modifier les données |
| Salles-Mongiscard                             | 64500      | CC de Lacq-Orthez     | 5,84             | 312 (2022)                        | 53                 | modifier les données · modifier les données |
| Sauveterre-de-Béarn                           | 64513      | CC du Béarn des Gaves | 14,54            | 1 361 (2022)                      | 94                 | modifier les données · modifier les données |
| Tabaille-Usquain                              | 64531      | CC du Béarn des Gaves | 4,50             | 47 (2022)                         | 10                 | modifier les données · modifier les données |
| Canton d'Orthez et Terres des Gaves et du Sel | 6416       |                       | 397,32           | 27 323 (2022)                     | 69                 | modifier les données                        |

## Démographie
En 2022, le canton comptait 27 323 habitants, en évolution de +0,49 % par rapport à 2016 (Pyrénées-Atlantiques : +3,78 %, France hors Mayotte : +2,11 %).
| 2013   | 2018   | 2022   |
| ------ | ------ | ------ |
| 27 252 | 26 903 | 27 323 |